# 平慶翔
平 慶翔（たいら けいしょう、1987年〈昭和62年〉8月6日 - ）は、日本の政治家、元国会議員秘書、元俳優。元東京都議会議員（2期）。兵庫県神戸市出身。議会登録名は、平けいしょう。

## 経歴
兵庫県神戸市生まれ。中学2年生の時に上京し、東京都渋谷区で一人暮らしをする。中学高校時代は芸能活動を行うが、大学進学を機に芸能事務所を辞め芸能界を引退する。
大原学園高等学校、国士舘大学政経学部経済学科卒業。卒業後一般企業で営業職として勤務。2013年、下村博文事務所に入所。後に公設第一秘書を務めた。2016年7月、東京都知事選挙では、増田寛也（自民党推薦）の板橋区の責任者を取り仕切った。同年8月、下村博文事務所を退職。
2017年7月2日投開票の2017年東京都議会議員選挙において、地域政党「都民ファーストの会」所属候補として板橋区選挙区（定数5）から立候補し、初当選した。
2021年7月4日投開票の2021年東京都議会議員選挙では、千代田区（定数1）に選挙区を移動した上で立候補し再選。
2025年6月22日投開票の2025年東京都議会議員選挙では、再び千代田区選挙区（定数1）から立候補するも、無所属新人の佐藤沙織里に約250票差で敗れて落選した。

## 人物

### 趣味・特技
- 歌、水泳、乗馬、ピアノ演奏、サッカー[2]、ヴァイオリン、読書、書道[2]、食べ歩き[2]。

### 家族
- 6人兄弟姉妹の4番目で、兄2人(長兄は8歳上、次兄は6歳上)、姉1人、弟1人、妹1人がいる。兄はビバリーヒルズ在住の実業家。弟は建設会社経営者。姉はタレントの平愛梨[9]、妹は平祐奈、姉の夫でサッカー選手の長友佑都は義兄にあたる。父は不動産会社経営者、母は税理士である。
- 15歳から7年間交際した一般女性と、大学卒業後に結婚。二児の父である[2]。

### エピソード
- 2017年6月24日、姉の結婚披露宴に、小池百合子を来賓として招待した[10]。

## 選挙歴
| 当落 | 選挙                     | 執行日        | 年齢 | 選挙区         | 政党               | 得票数    | 得票率 | 定数 | 得票順位 /候補者数 | 政党内比例順位 /政党当選者数 |
| ---- | ------------------------ | ------------- | ---- | -------------- | ------------------ | --------- | ------ | ---- | ------------------ | ---------------------------- |
| 当   | 第20回東京都議会議員選挙 | 2017年7月2日  | 29   | 板橋区選挙区   | 都民ファーストの会 | 3万6732票 | 15.8%  | 5    | 3/10               | /                            |
| 当   | 第21回東京都議会議員選挙 | 2021年7月4日  | 33   | 千代田区選挙区 | 都民ファーストの会 | 8149票    | 35.7%  | 1    | 1/4                | /                            |
| 落   | 第22回東京都議会議員選挙 | 2025年6月22日 | 37   | 千代田区選挙区 | 都民ファーストの会 | 6986票    | 27.5%  | 1    | 2/7                | /                            |

## 芸能人時代の出演

### 雑誌
- MYOJO
- POTATO
- Wink UP
- duet

### テレビドラマ
- 3年B組金八先生 (TBS) - 園上征幸役
  - 第7シリーズ（2004年10月15日 - 2005年3月25日）
  - スペシャル11「未来へつなげ 3B友情のタスキ〜たった一人の卒業式…3Bの絆は再び迫る薬物依存の魔の手から仲間を救い出せるのか!?」（2005年12月30日）
  - ファイナル〜「最後の贈る言葉」（2011年3月27日） - 金八卒業式のみ
    - 詳細は3年B組金八先生の生徒一覧参照

### 舞台
- 3年B組金八先生 -夏休みの宿題- - 荒井弦役（2005年、御園座）

### 映画
- Star Light（2001年）